# Ludovic Halévy
Ludovic Halévy, francoski dramatik in libretist židovskega rodu, * 1. januar 1834, Pariz, Francija, † 7. maj 1908, Pariz, Francija.
Dvajset let je sodeloval z Henrijem Meilhacem, s katerim sta napisala librete za številne operete Jacquesa Offenbacha, najbolj znano njuno delo pa je libreto za znamenito Bizetovo opero Carmen.
Leta 1884 je bil izvoljen za člana Académie française.
Njegov stric je bil skladatelj Jacques Fromental Halévy.